# جيسي مايكلز
جيسي مايكلز (بالإنجليزية: Jesse Michaels)‏ هو مغني ومغن مؤلف وعازف قيثارة أمريكي، ولد في 2 أبريل 1969 في بيركيلي في الولايات المتحدة.

## وصلات خارجية
- جيسي مايكلز على موقع ميوزك برينز (الإنجليزية)
- جيسي مايكلز على موقع ديسكوغز (الإنجليزية)